# 鄭氏瑄
徽慈皇太后（越南语：／，1471年—1509年11月14日（端慶五年十月初三）或12月19日（端慶五年十一月初八）或1510年2月1日（端慶五年十二月二十三）），名鄭氏瑄（越南语：／），越南後黎朝皇太后（追封）。黎德宗妻、襄翼帝、黎明宗之母，黎昭宗、黎恭皇的祖母。
鄭氏瑄籍貫清化雷陽，是建王黎鑌的妻子（建王妃），早年事蹟不詳，1509年去世，死因不明。1510年襄翼帝即位後，追封母親鄭氏瑄為徽慈懿積皇太后（越南语：／）。